# 靜人
《靜人》是由史克威爾艾尼克斯和人頭工作室共同開發的動作冒險遊戲，遊戲首次於E3 2018公開。於2018年11月1日在Microsoft Windows與PlayStation 4平台發售。

## 遊戲特色
《靜人》是一款以遊戲結合真人劇情演出的遊戲，也就是玩家操作遊戲內的角色進行遊戲，到了情節點則播放真人演出配合3D CG修改而成的劇情動畫部份，從而令玩家更有代入感。